# Seweryna Wysłouchowa
Seweryna Wysłouch z domu Skarżyńska h. Bończa (ur. w 1869, zm. w 1918 w Kijowie) – polska działaczka społeczna, poetka, pisarka, znawczyni języka polskiego, autorka podręczników do języka polskiego, malarka.

## Życiorys
Pisała nowele i wiersze, jest również autorką serii pocztówek z podobiznami bohaterów narodowych, opatrzonych krótkimi wierszami jej autorstwa. Była również współinicjatorką budowy "Domu zdrowia" dla niezamożnej młodzieży. Większość jej prac zachowała się wyłącznie w maszynopisie. Zmarła w Kijowie, gdzie wyjechała wraz z dziećmi w czasie wojny.
Była żoną Antoniego Izydora Wysłoucha, historyka i posła na Sejm II RP (w 1940 aresztowany w Pirkowiczach, zaginął). Mieli dziewięcioro dzieci: Witolda (nauczyciel języków obcych, po 1917 w ZSRR.), Marię (po mężu Peyser), Antoniego (kapitan, zginął w bitwie pod Bobrujskiem), Franciszka (pisarz, uczestnik wojny 1920 roku), Józefa (zmarł w młodości), Seweryna (profesor Uniwersytetu Wrocławskiego, uczestnik wojny 1920 roku), Stanisława (inżynier rolnik, uczestnik wojny 1920 roku), Bernarda (nauczyciel w szkołach rolniczych, uczestnik wojny 1920 roku, w 1939 aresztowany przez NKWD, zaginął), Wiktora (absolwent Politechniki Warszawskiej; konstruktor taboru kolejowego).